# Albeiro Usuriaga
Albeiro Usuriaga López (Cali, 12 juni 1966 – aldaar, 11 februari 2004) was een voetballer uit Colombia. Hij speelde als aanvaller en sloot zijn carrière in 2003 af bij Carabobo in Venezuela. Een jaar later werd Usuriaga in een nachtclub, gevestigd in Cali, vermoord. Er was opdracht gegeven door de leider van een drugskartel. In 1997 kreeg Usuriaga een schorsing van een jaar opgelegd wegens een positieve dopingtest (cocaïne).

## Clubcarrière
Usuriaga speelde in eigen land voor onder meer América de Cali, Deportes Tolima en Millonarios. Daarnaast was hij actief in Argentinië, Paraguay, Mexico en Venezuela.

## Interlandcarrière
Usuriaga kwam in totaal vijftien keer (een doelpunt) uit voor de nationale ploeg van Colombia in de periode 1989–1991. Onder leiding van bondscoach Francisco Maturana maakte hij zijn debuut op 6 augustus 1989 in het vriendschappelijke duel tegen Uruguay, dat eindigde in een 0-0 gelijkspel. Usuriaga maakte eind 1989 het enige doelpunt in de play-offs (twee duels) met Israël, waardoor Colombia zich plaatste voor het WK voetbal 1990 in Italië. Hij nam met zijn vaderland deel aan de strijd om de Copa América 1991 in Chili.
| Interlands van Albeiro Usuriaga voor Colombia | Interlands van Albeiro Usuriaga voor Colombia | Interlands van Albeiro Usuriaga voor Colombia | Interlands van Albeiro Usuriaga voor Colombia | Interlands van Albeiro Usuriaga voor Colombia | Interlands van Albeiro Usuriaga voor Colombia |
| №                                             | Datum                                         | Wedstrijd                                     | Uitslag                                       | Competitie                                    | Goals                                         |
| --------------------------------------------- | --------------------------------------------- | --------------------------------------------- | --------------------------------------------- | --------------------------------------------- | --------------------------------------------- |
| 1                                             | 6 augustus 1989                               | Uruguay – Colombia                            | 0 – 0                                         | Vriendschappelijk                             | 0                                             |
| 2                                             | 20 augustus 1989                              | Colombia – Ecuador                            | 2 – 0                                         | WK-kwalificatie                               | 0                                             |
| 3                                             | 27 augustus 1989                              | Paraguay – Colombia                           | 2 – 1                                         | WK-kwalificatie                               | 0                                             |
| 4                                             | 3 september 1989                              | Ecuador – Colombia                            | 0 – 0                                         | WK-kwalificatie                               | 0                                             |
| 5                                             | 17 september 1989                             | Colombia – Paraguay                           | 2 – 1                                         | WK-kwalificatie                               | 0                                             |
| 6                                             | 15 oktober 1989                               | Colombia – Israël                             | 1 – 0                                         | WK-kwalificatie                               | 75'                                           |
| 7                                             | 30 oktober 1989                               | Israël – Colombia                             | 0 – 0                                         | WK-kwalificatie                               | 0                                             |
| 8                                             | 2 februari 1990                               | Uruguay – Colombia                            | 2 – 0                                         | Vriendschappelijk                             | 0                                             |
| 9                                             | 4 februari 1990                               | Verenigde Staten – Colombia                   | 1 – 1                                         | Vriendschappelijk                             | 0                                             |
| 10                                            | 6 juni 1991                                   | Zweden – Colombia                             | 2 – 2                                         | Vriendschappelijk                             | 0                                             |
| 11                                            | 7 juli 1991                                   | Colombia – Ecuador                            | 1 – 0                                         | Copa América                                  | 0                                             |
| 12                                            | 11 juli 1991                                  | Colombia – Bolivia                            | 0 – 0                                         | Copa América                                  | 0                                             |
| 13                                            | 17 juli 1991                                  | Chili – Colombia                              | 1 – 1                                         | Copa América                                  | 0                                             |
| 14                                            | 19 juli 1991                                  | Brazilië – Colombia                           | 2 – 0                                         | Copa América                                  | 0                                             |
| 15                                            | 21 juli 1991                                  | Argentinië – Colombia                         | 2 – 1                                         | Copa América                                  | 0                                             |

## Erelijst
Atlético Nacional
- CONMEBOL Libertadores: 1989

 Independiente
- Supercopa Sudamericana: 1994, 1995
- CONMEBOL Libertadores: 1995
- Primera División: 1994 (Clausura)